# سد اکباتان
سد اکباتان، مهمترین سد استان همدان است. این سد از پنج کیلومتری جاده همدان به ملایر منشعب شده و راه دسترسی به آن به سمت روستای  تفریجان  و یلفان است، بر روی رود آبشینه، پایین‌تر از محل تلاقی رودخانه‌های یلفان و رود ابرو احداث شده‌است.
ارتفاع سد در زمان ساخت ۵۴ متر (از پی) بوده‌است و پس از اتمام طرح افزایش ارتفاع در سال ۱۳۸۵، ارتفاع سد اکباتان به ۷۹ متر رسید. با این افزایش ارتفاع حجم مخزن این سد از ۱۱ میلیون متر مکعب به ۳۶.۴ میلیون متر مکعب رسید.
تا قبل از انقلاب ۱۳۵۷ ایران این سد به اسم شهناز پهلوی نام گذاری شده بود که به از انقلاب به سد اکباتان (آبشینه) تغییر نام داده شد.

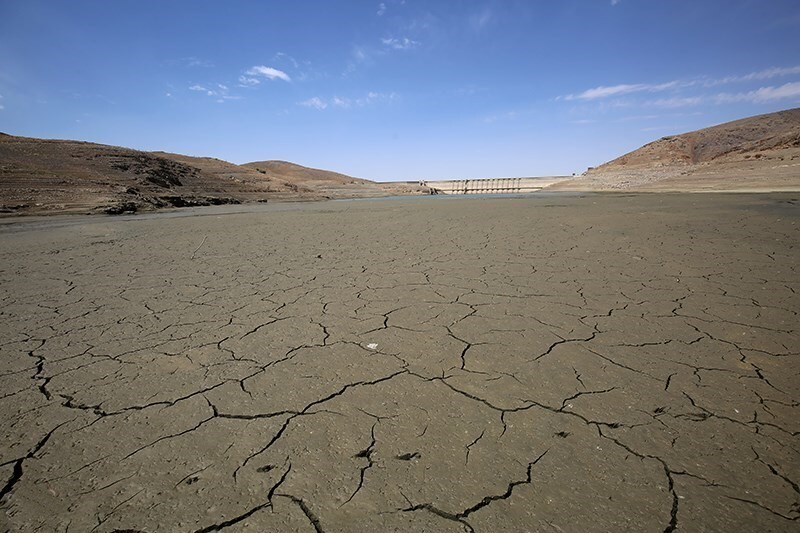
ذخیره آب این سد در شهریور سال ۱۴۰۱ تقریباً به پایان رسید به گونه‌ای که ساکنان شهر همدان بیش از سه هفته قطعی آب کامل در بیشتر ساعات روز را تجربه کردند و تانکرهای آبرسانی به محلات شهر آبرسانی می‌کردند.

## کاربرد تفریحی
طبیعت زیبای فضای پیرامون، دسترسی مناسب، وجود برق و فاصله اندک آن با شهر همدان این دریاچه را به تفریگاهی مناسب تبدیل کرده‌است. در مسیر و در حاشیه رودخانه و روستای سنگستان و تفریجان، باغات و مزارع کشاورزی قرار دارد. این سد به سد یلفان نیز معروف است.
علاوه بر فضای سبز موجود، در سال‌های اخیر حدود ۱۵ هکتار از اطراف این سد درختکاری شده‌است و از درختانی مانند صنوبر، کاج، اقاقیا و زبان گنجشک پوشیده شده، که به زیبایی و لطافت هوای آن افزوده‌است.
وجود زمینه‌های مذکور، قابلیت ایجاد تعدادی از ورزش‌های آبی مانند قایقرانی، و اسکی روی آب را فراهم آورده و تأسیساتی از قبیل یک باب مهمانسرا، رستوران، تعدادی اتاقک اقامت موقت با امکانات اولیه و یک باب چایخانه سنتی نیز در محل سد ایجاد شده‌است.
سد اکباتان یا شهناز از ۵ کیلومتری جاده همدان به ملایر منشعب شده و راه دسترسی به آن، به سمت روستای سنگستان می‌باشد.
اگر چه تأسیس این سد با هدف تأمین ۳۵٪ آب مصرفی شهر همدان و آب کشاورزی ۸۰۰ هکتار از زمینهای پائین دست سد بوده‌است، ولی به دلیل ویژگی‌هایی مانند نزدیکی به شهر، فضای سبز اطراف و دریاچه سد، موجب شده‌است که کاربری تفریحی نیز به آن افزوده گردد.

## نگارخانه

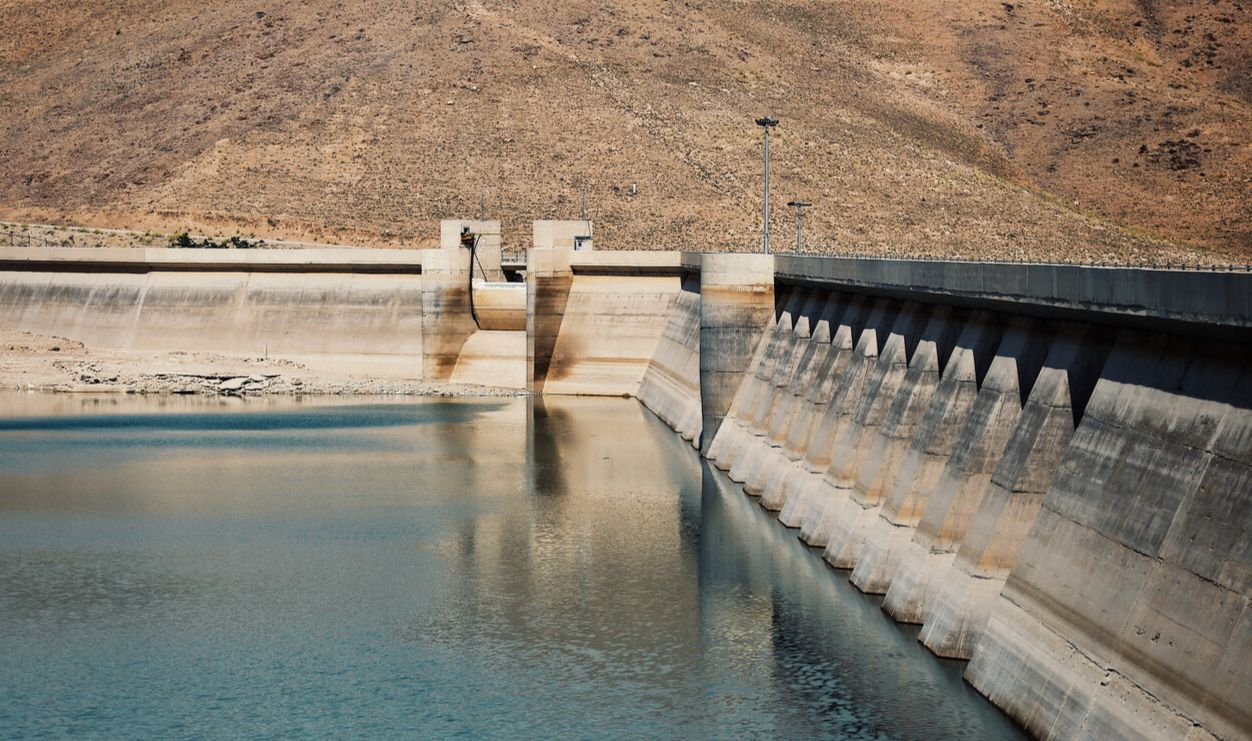
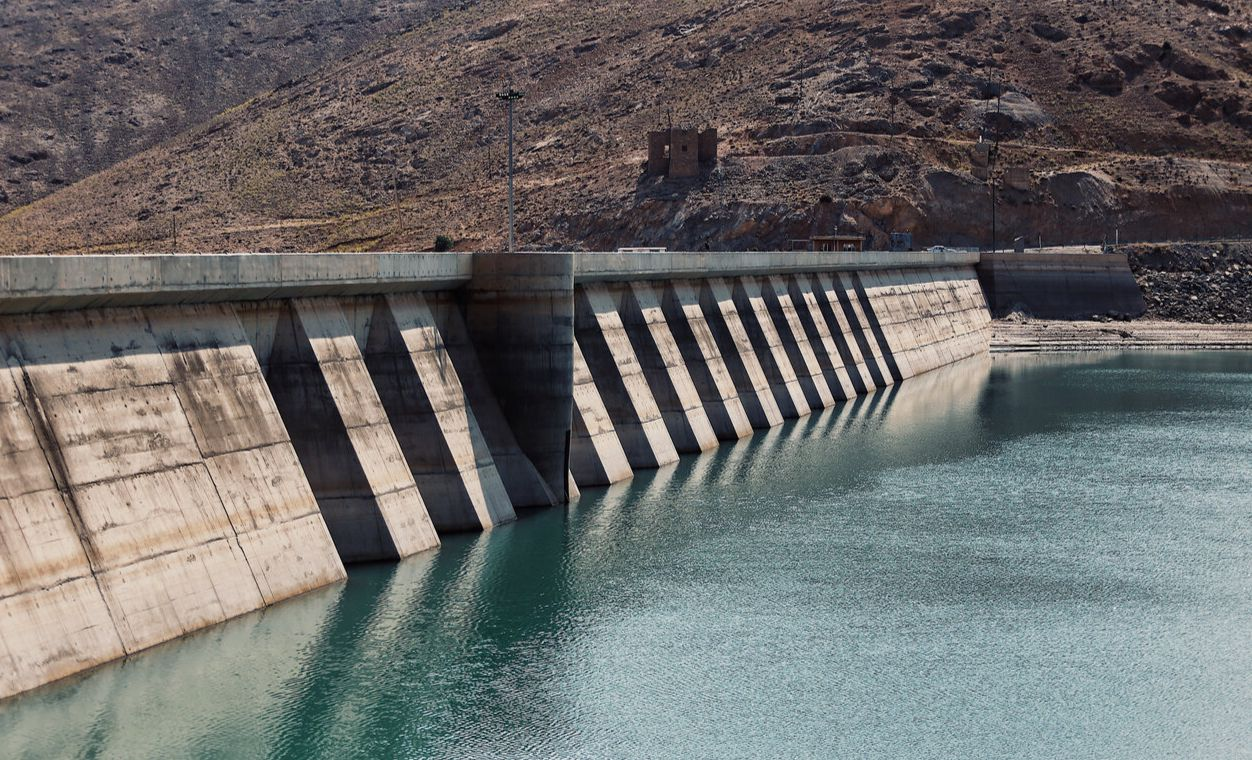
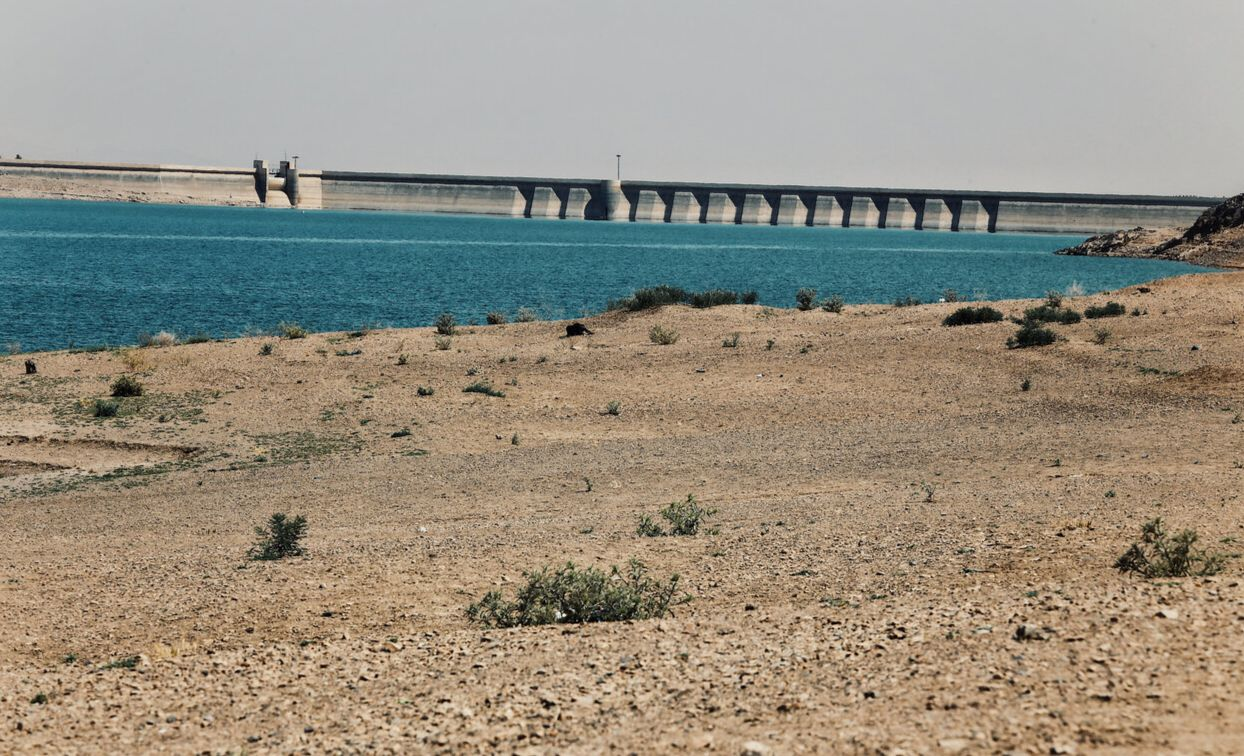
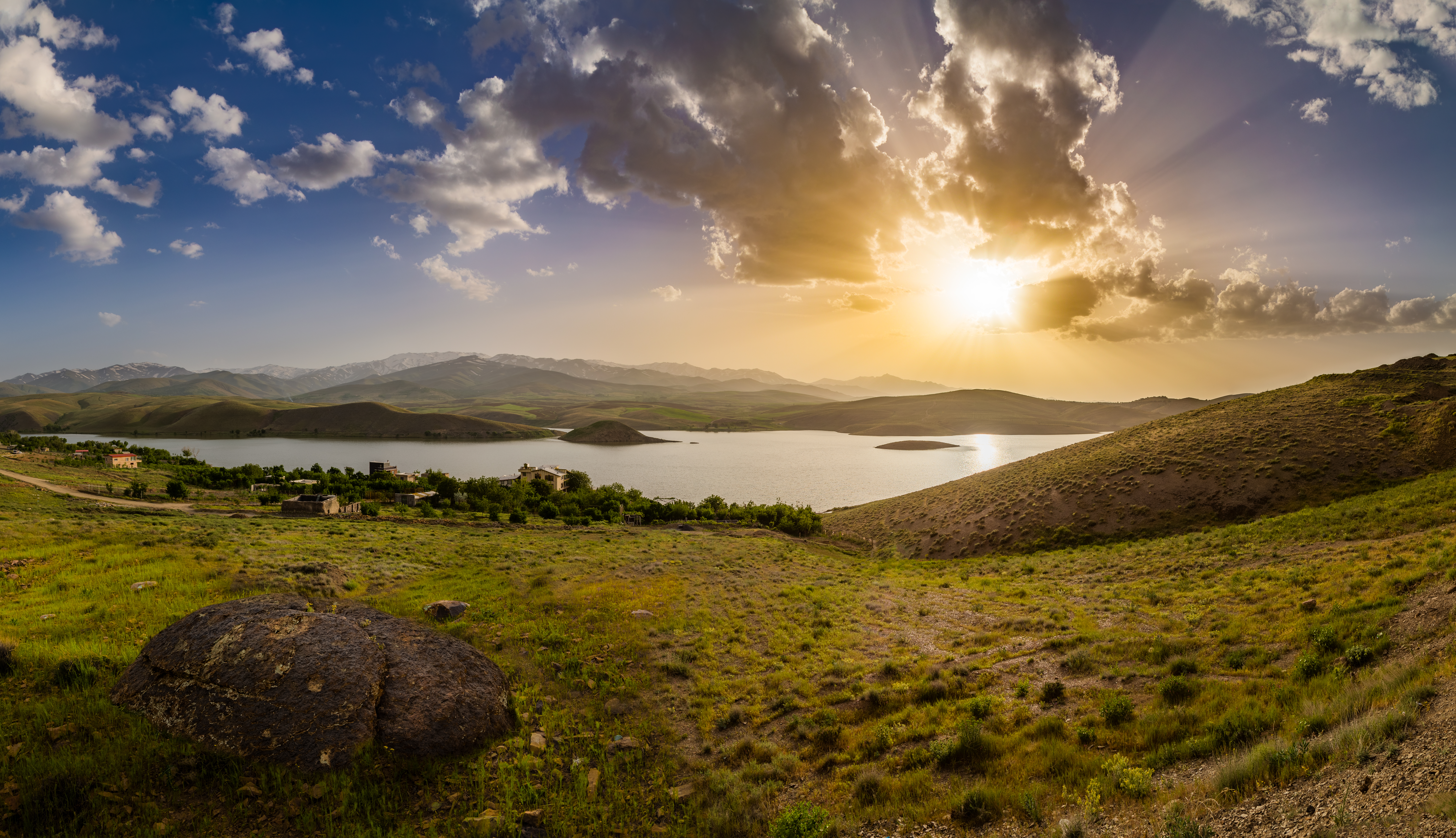
دریاچهٔ سد